# Malacorhynchus membranaceus
Malacorhynchus membranaceus е вид птица от семейство Патицови (Anatidae). Видът е незастрашен от изчезване.

## Разпространение
Разпространен е в Австралия.